# Théorème d'Eisenstein
Le théorème d'Eisenstein est le résultat suivant de géométrie arithmétique, démontré par Gotthold Eisenstein :

Si une série formelle {\displaystyle y=\sum _{n\in \mathbb {N} }a_{n}X^{n}}est algébrique — au sens : solution de P(X, y) = 0 pour un polynôme non nul P(X, Y) à coefficients algébriques — alors il existe un entier non nul A tel que pour tout n > 0, Anan soit un entier algébrique,.
En particulier si les coefficients an sont rationnels alors les Anan sont entiers, donc les facteurs premiers des dénominateurs des an appartiennent à l'ensemble fini des facteurs premiers de A. « Une conséquence immédiate de ce résultat, citée d'ailleurs par Eisenstein, est la transcendance des fonctions logarithme ou exponentielle, « mais aussi de beaucoup d'autres ». »

## Exemple
Pour tout entier p > 0,
où les nombres positifs Cp,n, qui généralisent ceux de Catalan Cn (correspondant au cas p = 2) sont entiers, car on déduit de leur série génératrice,
{\displaystyle z:=\sum _{n=0}^{\infty }C_{p,n}x^{n}={\frac {1-(1-p^{2}x)^{1/p}}{px}},}
la valeur Cp,0 = 1 et la relation de récurrence
{\displaystyle \forall n\in \mathbb {N} ^{*}\quad C_{p,n}=\sum _{2\leq k\leq p}{p \choose k}p^{k-2}(-1)^{k}\prod _{i_{1}+\dots +i_{k}=n-k+1}C_{p,i_{j}}.}

## Démonstration
Soit N le degré par rapport à la variable Y du polynôme P(X, Y). Il existe alors des polynômes Pj(X, Y) (à coefficients algébriques) tels que
{\displaystyle P(X,Y+Z)=\sum _{j=0}^{N}P_{j}(X,Y)Z^{j}.}
Par hypothèse, P(X, y) = 0. De plus, sans perte de généralité, P1(X, y) ≠ 0 — sinon, il suffit de remplacer P(X, Y) par P1(X, Y), qui est non nul et dont le degré en Y est < N.
Soit m la valuation de P1(X, y), c'est-à-dire le plus petit indice k pour lequel le coefficient de Xk dans cette série formelle est non nul. On coupe alors y en deux :
{\displaystyle y=u+X^{m+1}v\quad {\rm {pour}}\quad u=\sum _{n=0}^{m+1}a_{n}X^{n}\quad {\rm {et}}\quad v=\sum _{n=1}^{\infty }b_{n}X^{n}\quad (b_{n}=a_{m+1+n}).}
Comme on sait que sous les hypothèses du théorème, tous les an sont des nombres algébriques, il suffit, pour prouver la propriété annoncée pour y, de la démontrer pour {\displaystyle v}. Or
{\displaystyle 0=P(X,y)=P_{0}(X,u)+P_{1}(X,u)X^{m+1}v+\sum _{j=2}^{N}P_{j}(X,u)(X^{m+1}v)^{j}.}
Par choix de m, le polynôme P1(X, u)Xm+1 est divisible par X2m+1 mais pas par X2m+2. Comme la somme est nulle, P0(X, u) est donc lui aussi multiple de X2m+1 et en divisant par cette puissance de X, on obtient
{\displaystyle \sum _{j=0}^{N}Q_{j}(X)v^{j}=0,\quad \forall j>1\quad Q_{j}(0)=0\quad {\rm {et}}\quad A:=Q_{1}(0)\neq 0.}
Les coefficients des polynômes Qj sont algébriques. Quitte à les multiplier par un nombre adéquat, on peut donc supposer que ce sont des entiers algébriques et que A est même un entier. Alors, tous les Anbn sont des entiers algébriques, par récurrence sur n ≥ 1. En effet, en isolant le terme de degré n dans
{\displaystyle \sum _{j=0}^{N}Q_{j}(X)\left(\sum _{n=1}^{\infty }b_{n}X^{n}\right)^{j}=0,}
on trouve que Abn est une combinaison linéaire, à coefficients entiers algébriques, de termes de la forme
{\displaystyle \prod _{1\leq i<n}b_{i}^{k_{i}}\quad {\rm {avec}}\quad \sum ik_{i}<n.}